# Ahmed I
Ahmed I, född 18 april 1590, död 23 november 1617, var sultan av Osmanska riket från 1603 till sin död. 
Han var son till Mehmet III och Handan Sultan. Under hans styre fortsatte kriget mot Österrike som påbörjades under Murad III. Ahmed I blev dock angripen av Persien och tvingades till vapenstillestånd med Österrike i freden i Zsitvatörök år 1606. Därefter tvingade han Persien till fred 1612 och kuvade upproren.
Ahmed I är känd som den sultan som lät uppföra Blå moskén i Konstantinopel, numera Istanbul.